# Формула 1 — сезона 1991
42. сезона Формуле 1 је одржана 1991. године од 10. марта до 3. новембра. Вожено је 16 трка. Аиртон Сена је постао светски првак у Макларену, који је освојио конструкторски наслов.
Новост у односу на претходну сезону је нешто промењени систем бодовања. Победник је од ове сезоне освајао 10 бодова, умјесто пријашњих 9. Такође, поени са свих трка су се сада бројали за шампионат. Прије се сабирало најбољих 11 резултата.